# NGC 3960
NGC 3960 је расејано звездано јато у сазвежђу Кентаур које се налази на NGC листи објеката дубоког неба.
Деклинација објекта је - 55° 40' 35" а ректасцензија 11h 50m 33,1s. Привидна величина (магнитуда) објекта NGC 3960 износи 8,3. NGC 3960 је још познат и под ознакама OCL 861, ESO 170-SC14.